# ديفيد ميلر (لاعب كريكت جنوب إفريقي)
ديفيد ميلر (10 يونيو 1989 في جنوب أفريقيا - ) (بالإنجليزية: David Miller)‏ هو لاعب كريكت جنوب أفريقي. شارك مع منتخب جنوب أفريقيا الوطني للكريكت. أما مع النوادي، فقد لعب مع Chittagong Vikings ‏ ونادي مقاطعة دورهام للكريكت ‏ ونادي مقاطعة غلاموركن للكريكت ‏ ونادي مقاطعة يوركشاير للكريكت ‏ وبنجاب كينغز وفريق كوازولو ناتال للكريكت ‏.

## وصلات خارجية
- دايفيد ميلر على موقع إي آس بي آن كريك إنفو (الإنجليزية)